# Tre giorni di gloria
Tre giorni di gloria è un film di guerra del 1944 basato su una storia originale di Joe May e László Vadnay. Il film, diretto da Raoul Walsh e stato interpretato da Errol Flynn e Paul Lukas.

## Trama
Durante la seconda guerra mondiale, Jean Picard (Errol Flynn), un criminale condannato alla ghigliottina, fugge durante un bombardamento aereo ma viene catturato dall'ispettore francese della Sûreté Marcel Bonet (Paul Lukas). I due apprendono che un ponte è stato fatto saltare in aria da tre sabotatori, e che i soldati tedeschi hanno preso 100 ostaggi, che saranno uccisi a meno che i sabotatori non vengano arrestati dalla polizia di Vichy. Per guadagnare tempo e poter fuggire di nuovo, Picard convince Bonet a lasciarlo fingere di essere uno dei sabotatori per salvare gli ostaggi. Nel ripassare insieme la storia che dovrà convincere Vichy che Picard è uno dei sabotatori fuggiti, lui e Bonet incontrano il vero sabotatore, catturato dalla polizia, e lo aiutano a fuggire.
Picard si innamora di Marianne (Jean Sullivan), una ragazza del luogo; ottenuta la libertà, lotta con la sua coscienza sul destino degli ostaggi, la fiducia che la ragazza ha in lui e la percezione di se stesso.